# Emilio Santelices
Emilio Gabriel Santelices Cuevas (Santiago, 25 de marzo de 1955) es un médico y académico chileno. Entre marzo de 2018 y junio de 2019 se desempeñó como ministro de Salud durante el segundo gobierno del presidente Sebastián Piñera.

## Familia y estudios
Es hijo del contador César Santelices Pinto y Emilia Eliana Cuevas Gómez.  Estudió en el Colegio Hispano Americano. Tras lo cual realizó estudios superiores en la carrera de medicina en la Pontificia Universidad Católica (PUC) y realizó la especialidad en anestesiología cardiovascular y trasplante en la misma casa de estudios. De forma posterior, obtuvo un doctorado en salud pública en la Universidad de Chile, un diplomado en administración de instituciones de salud en la misma universidad, y un MBA de la Universidad Tulane, Estados Unidos.
Está casado desde 1999 con la descendiente croata Carol Leslie Thomas Pincetic, con quien es padre de cinco hijos.

## Vida pública
Se desempeñó en diversos cargos en el Hospital Clínico de la Fuerza Aérea y en la Clínica Las Condes, además de ser académico en la Universidad de Chile, y presidente del directorio de la Corporación Médicos para Chile.
Entre los años 2010 y 2014 fue asesor de gabinete del Ministerio de Salud (Minsal) en temas de mejoras y evaluación de calidad para hospitales y centros de salud primaria, simultáneamente sirvió como jefe del Departamento de Desarrollo Estratégico del Minsal. En marzo de 2018 fue designado como ministro de Salud por el presidente Sebastián Piñera, cargo que dejó en junio de 2019 debido a polémicas como el protocolo de objeción de conciencia de la ley de aborto en tres causales y sus acciones en la empresa de teconolgías de información Sonda. Fue reemplazado por Jaime Mañalich Muxi.
Sin embargo, en marzo de 2020, se reincorporó al Ministerio de Salud, como «asesor COVID-19» de la dirección del Servicio de Salud Metropolitano Central (SSMC), que dirige la doctora Patricia Méndez del Campo.